# Maurice Halbwachs
Maurice Halbwachs (11. března 1877, Remeš – 16. března 1945 koncentrační tábor Buchenwald) byl francouzský filozof a sociolog, představitel „durkheimské školy“, považovaný za hlavního teoretika sociologie paměti. Znám je zejména pro svůj podíl na zavedení konceptu kolektivní paměti (mémoire collective). Největší vliv na něj přitom měli filozof Henri Bergson a sociolog Émile Durkheim. Ovlivnili ho též historik Marc Bloch či sociolog Marcel Mauss.

## Život
Halbwachs se narodil roku 1877 v Remeši. Později studoval na pařížské École normale supérieure. Zde ho silně ovlivnil filozof Henri Bergson, s nímž vedl ve značné části svého pozdějšího díla polemiku. Roku 1901 složil agrégration z filosofie a několik následujících let působil jako středoškolský pedagog. V roce 1904 studoval na univerzitě v Göttingenu. Roku 1905 se vrátil do Paříže, aby na Sorbonně studoval ekonomii, právo a matematiku. Přednášky Émila Durkheimema, které zde navštěvoval, ho přivedly k zájmu o sociologii a ke spolupráci na vydávání jeho časopisu L'Année Sociologique. Absolvoval též několik studijních pobytů v Německu. Roku 1912 pak Halbwachs odevzdal svou habilitační práci pojmenovanou La Classe ouvrière et les niveaux de vie, recherches sur la hièrarchie des besoins dans les sociétés industrielles contemporaines.
V letech 1919–1935 Halbwachs přednášel sociologii na univerzitě ve Štrasburku, kde ho ovlivnilo setkání s Marcem Blochem. Poté přednášel v Paříži na katedře sociologie, kde spolupracoval s Marcelem Maussem. Po vypuknutí druhé světové války zůstal ve Francii. V letech 1942–1944 byl šéfredaktorem časopisu Annales de Sociologie. V roce 1944 byl jmenován profesorem v nejprestižnější francouzské vědecké instituci Collège de France. Nedlouho poté však byl zatčen gestapem a transportován do koncentračního tábora v Buchenwaldu, kde v březnu následujícího roku zemřel.

## Teorie paměti

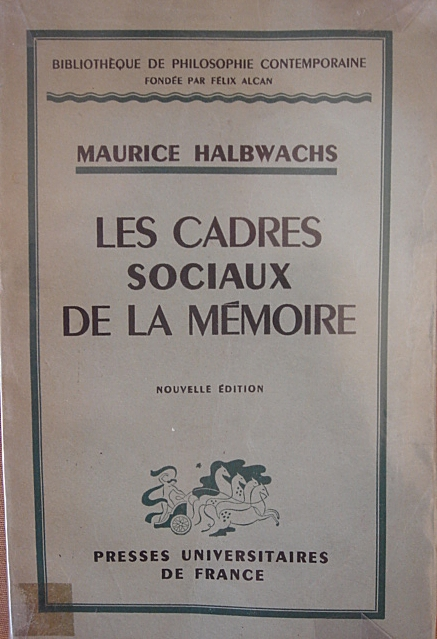
Titulní strana Halbwachsova stěžejního díla

Pro Halbwachse je typické sociálně konstruktivistické pojetí paměti. Základní Halbwachsovy premisy jsou takové, že paměť je společensky (sociálně) podmíněná a její existence mimo společnost není možná. Kontinuita kolektivně sdíleného vědomí je udržována kulturou, přičemž do procesu vzpomínání se dostává pouze to, co má vztah k přítomnosti. Paměť se nemůže ustavit a uchovat sama o sobě, nýbrž se formuluje v určitých sociálních referenčních rámcích (cadres sociaux). Ty jsou závislé na společnosti, ve které daný jedinec žije a slouží k fixaci a znovuvyvolání jeho vzpomínek (rozhodují tak i o tom, co bude zapomenuto. V určitých případech lze hovořit dokonce o „kolektivní amnézii“). Minulost není beze změny uchována v individuálních pamětech, nýbrž je v každém okamžiku neustále rekonstruována.
Lavabre shrnula hlavní předpoklady, ze kterých Halbwachs ve svých úvahách o kolektivní paměti vycházel, do tří bodů: „Minulost není konzervována, je rekonstruována z hlediska přítomného. Izolované individuum je pouhou fikcí, paměť minulého je možná jen díky sociálním rámcům paměti. Vzato z opačného úhlu pohledu: individuální paměť může být reálná, pouze pokud participuje na kolektivní paměti. A nakonec paměť má sociální funkci.“

Halbwachs ve svých textech důsledně rozlišoval mezi individuální a kolektivní pamětí, nicméně paměť individuální vždy pojímal jako společensky podmíněný fenomén. Individuální paměť si utváří každý jedinec během své socializace. Zatímco kolektivní paměť čerpá trvanlivost a sílu z celé skupiny jedinců, pouze jedinci jsou těmi, kdo vzpomínají. Děje se tak v interakci s druhými, ovšem každý jedinec se s danou vzpomínkou identifikuje v odlišné míře. Jak uvádí Assmann: „Kolektivy sice ‚nemají‘ žádnou paměť, avšak určují paměť svých příslušníků. Vzpomínky, a to i osobní, vznikají pouze díky komunikaci a interakci v rámci společenských skupin.“

## Dílo
- Les Cadres sociaux de la mémoire. Paříž, 1952.
  - Anglický překlad: On Collective Memory (Heritage of Sociology). Chicago: University of Chicago Press, 1992.
  - Český překlad: Kolektivní paměť. SLON, 2010.